# Droit d'usage
Le droit de jouissance, ou droit d'usage en droit québécois, est un droit réel permettant d’utiliser un bien.

## Droit français
En France, le concept de droits d'usage est apparu à la Révolution française, à la suite des revendications judiciaires des communautés villageoises qui ne voulaient pas que leur usage des biens communs, qu'elles avaient négocié avec leurs seigneurs, disparaisse à cause de la transformation des terres seigneuriales en propriétés privées de particuliers. Ces revendications ont été entendues partiellement par les tribunaux, mais le gouvernement et le parlement ont systématiquement cherché, dans les siècles qui ont suivi, à supprimer ces droits d'usage, car ils sont en contradiction avec la conception libérale de la propriété foncière comme individuelle et absolue.

### Applications
Cela désigne le plus souvent les droits d'une communauté villageoise de prendre du bois ou de faire paître le bétail dans une forêt seigneuriale, ou d'autres particuliers, ainsi qu'une série de petits droits, tels que le droit, pour femmes et enfants, de ramasser les grains tombés des épis durant la moisson, etc.
Les usagers sont alors ayants droit de la ressource en question.
Ils peuvent être sources de fréquentes disputes et abus tels que l'exploitation excessive des forêts.

### Droit d'usage forestier
Un droit d’usage forestier est un droit de jouissance collectif dont dispose une communauté d’habitants sur une forêt. Il permet par exemple de se servir en bois de feu ou de construction ou d’utiliser la forêt pour nourrir les animaux (le panage ou le pacage).
Les usages forestiers sont des droits fondés en titre. Ils sont assimilés à des servitudes réelles. Par exemple en forêt de Paimpont, ces droits d'usage étaient les droits de pâturage, de litière, de ramage, de bois mort et de bois de clôture.
Les titres des droits d’usage doivent exister avant 1827, date du premier code forestier, pour s’exercer en forêt domaniale. Pour les autres forêts aucune condition historique n’est nécessaire.
Les textes législatifs applicables sont ceux des articles L. 241-1 et suivants du nouveau code forestier,.

## Droit québécois
En droit civil québécois, la définition légale est « le droit de se servir temporairement du bien d’autrui et d’en percevoir les fruits et revenus, jusqu’à concurrence des besoins de l’usager et des personnes qui habitent avec lui ou sont à sa charge ».
Les règles concernant le droit d'usage sont prévues aux articles 1172 à 1776 du Code civil du Québec.L'article 1172 C.c.Q. contient une définition du droit d'usage. L'art 1773 C.c.Q. prévoit que « le droit d’usage est incessible et insaisissable, à moins que la convention ou l’acte qui constitue le droit d’usage ne prévoie le contraire ». L'art. 1174 C.c.Q. prévoit que  « l’usager dont le droit porte sur une partie seulement d’un bien peut utiliser les installations destinées à l’usage commun ». L'art. 1175 C.c.Q. dispose que « l’usager qui retire tous les fruits et revenus du bien ou qui l’utilise en totalité est tenu pour le tout aux frais qu’il a engagés pour les produire, aux réparations d’entretien et au paiement des charges, de la même manière que l’usufruitier ». L'art. 1776 C.c.Q. établit que « les dispositions relatives à l’usufruit sont, pour le reste, applicables au droit d’usage, compte tenu des adaptations nécessaires. »